# FreeArc
FreeArc — свободный файловый архиватор с высокой степенью сжатия данных, разработанный Булатом Зиганшиным для 32-разрядных операционных систем Microsoft Windows и Linux. По состоянию на 2017 год Булат Зиганшин вновь возобновил работу над архиватором под новым названием FreeArc 'Next, архиватор переписан с нуля, добавлена поддержка 64-разрядных версий и алгоритм сжатия Zstandard.
FreeArc распространяется по лицензии GNU General Public License.

## Описание
Использует собственный формат архива и позволяет создавать архивы с расширением ARC.
Включает широкий спектр алгоритмов сжатия: LZMA, Tornado, PPMd, GRZip, TrueAudio, а также дополнительные фильтры (препроцессоры) REP, DICT, DELTA, BCJ, MM и LZP. За счёт большего числа алгоритмов и автоподбора алгоритмов по типу данных несколько превосходит 7-Zip по степени сжатия и скорости.

## Функциональность
Возможности программы, заявленные автором на официальном сайте программы:
- Непрерывные (solid) архивы.
- Шифрование с помощью алгоритмов AES/Blowfish/Twofish/Serpent.
- Модули для подключения к файловым менеджерам FAR и Total Commander.
- Создание самораспаковывающихся архивов и инсталляторов.
- Работа с архивами по протоколу HTTP.
- Восстановление архивов.
- Тестирование архивов перед и после любой операции.
- Перемещение файлов в архив, объединение архивов, переархивация, блокировка и комментирование архива.
- Выбор файлов по размеру, времени создания, имени, атрибутам.
- Поддержка базовых каталогов на диске и в архиве, автоматическая генерация имени архива.

## Сравнение
Сравнение возможностей FreeArc 0.666 и 7-zip 9.07 (и p7zip — порта 7-zip под Unix):
| Возможности/Архиватор                        | FreeArc                                                                        | 7-Zip и p7zip                                                                                               |
| -------------------------------------------- | ------------------------------------------------------------------------------ | --- |
| Архитектура                                  | x86                                                                            | x86, AMD64, IA-64                                                                                           |
| OC                                           | Linux (GUI, CLI), Windows (GUI, Portable, CLI)                                 | Windows (GUI, CLI), Windows Mobile / Windows CE (GUI), Linux (CLI)                                          |
| Интеграция                                   | Windows: Проводник, FAR, Total Commander                                       | Windows: Проводник, FAR, Total Commander; Linux: Midnight Commander, FileRoller                             |
| Алгоритмы                                    | LZMA, PPMd, Tornado, GRZip, TrueAudio                                          | LZMA, LZMA2, PPMd, BZip2, Deflate, Deflate64                                                                |
| Фильтры                                      | BCJ, REP, Delta, Dict, LZP, MM                                                 | BCJ, BCJ2, Delta                                                                                            |
| Подключение сторонних архиваторов/алгоритмов | Да                                                                             | Нет |
| Типы создаваемых/обновляемых архивов         | ARC                                                                            | 7z, ZIP, GZIP, BZIP2, TAR, XZ                                                                               |
| Типы распаковываемых архивов                 | ARC + все те же, что и в 7-Zip                                                 | 7z, ZIP, GZIP, BZIP2, TAR, RAR, CAB, ARJ, Z, CPIO, RPM, DEB, LZH, Split, CHM, ISO, Compound, MSI, WIM, NSIS |
| Перепаковка из других форматов в свой        | Да (из 7z, ZIP, RAR и т.д.)                                                    | Нет |
| Предварительный анализ данных                | Да                                                                             | Нет |
| Поддержка непрерывного (solid) архивирования | Да                                                                             | Да |
| Поддержка сортировки по типу файлов          | Да                                                                             | Да |
| Автовыбор алгоритма по типу файла            | Да                                                                             | Нет |
| Автовыбор алгоритма по расширению файла      | Да                                                                             | Нет |
| Поддержка шифрования архивов                 | AES-256, Blowfish, Twofish, Serpent; комбинирование алгоритмов; ключевые файлы | AES-256 |
| Многотомные архивы                           | Нет                                                                            | Да (не самораспаковывающиеся)                                                                               |
| Тестирование архивов                         | Да                                                                             | Да |
| Защита архивов от повреждений                | Да                                                                             | Нет |
| Поддержка многопоточности                    | Да                                                                             | Да |
| Поддержка самораспаковывающихся архивов      | Да (Linux, Windows)                                                            | Да (только для .7z) (Windows)                                                                               |
| Многоязычность                               | Да (полностью ~15 и частично 74)                                               | Да (74) |

## Достоинства и недостатки

### Достоинства
- Исходный код распространяется под свободной лицензией.
- Открытые формат архива и алгоритм сжатия.
- Кроссплатформенность.
- Графические и консольные версии.
- 11 алгоритмов и фильтров.
- Высокая степень сжатия и скорость распаковки.
- Единственный архиватор на сегодняшний день (начало 2015 года),  позволяющий эффективно упаковывать большие похожие файлы (более одного гигабайта, но менее двух).

### Недостатки
- Отсутствует поддержка 64-разрядных операционных систем (при этом 32-битная версия работает в них). Это связано с тем, что часть архиватора написана на языке программирования Haskell, компилятор которого — GHC — до недавнего времени не выполнял компиляцию в 64-разрядный код для платформы Windows.
- Отсутствует поддержка многотомных архивов.
- Отсутствует поддержка расширенных атрибутов NTFS, BCJ2, сегментации данных.
- Медленное развитие. Нет обновлений с августа 2012 года.
- До сих пор много ошибок и зависаний в сложных случаях (не может архивировать миллионы файлов и терабайты данных), причём ошибки возникают через несколько часов после начала операции, а зависания вполне могут быть вместо её завершения.
- Неполная совместимость и преемственность версий: архив, созданный старой версией FreeArc, может не открыться новой версией архиватора (проблема решается откатом на старую версию и должна исчезнуть с выходом финальной версии).

## Галерея

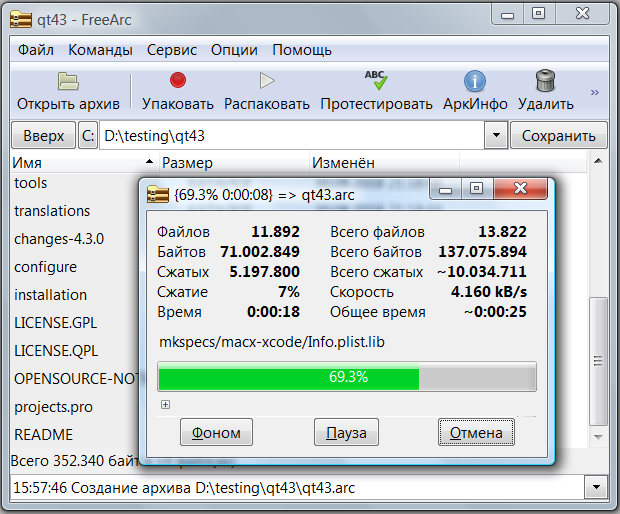
Процесс упаковки файлов в FreeArc
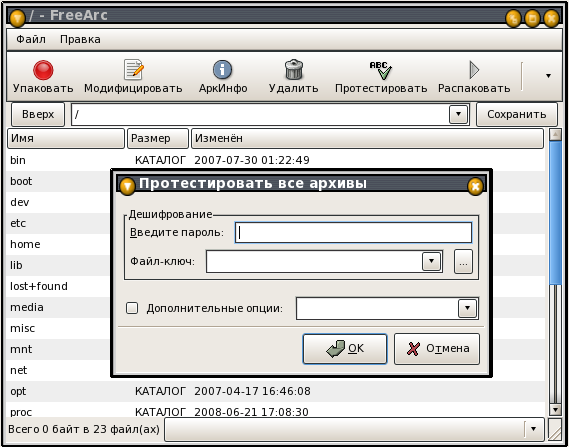
Внешний вид FreeArc в среде Linux

## FreeArc 'Next
В октябре 2016 года вышел первый публичный релиз FreeArc Next. В настоящее время он доступен только как приложение CLI для 32- и 64-битных платформ Windows и Linux. Новые функции:
- Дедупликация полного архива, аналогичная ZPAQ.
- Алгоритм сжатия Zstandard, реализованный в Facebook.
- Программирование Lua для INI-файла.
- Улучшенная предварительная выборка файлов, которая позволяет ускорить сжатие.